# Кузьмин, Матвей Кузьмич
Матве́й Кузьми́ч Кузьми́н (21 июля 1858, деревня Куракино, Псковская губерния — 14 февраля 1942, около деревни Малкино, Великолукский район, Калининская область, РСФСР, СССР) — русский крестьянин. Герой Советского Союза (1965). Самый пожилой (по году рождения) Герой Советского Союза.

## Биография
Матвей Кузьмин родился в деревне Куракино (ныне Великолукский район Псковской области) в семье крепостного крестьянина (за три года до отмены крепостного права). Был крестьянином-единоличником (не состоял в колхозе) и жил охотой и рыбной ловлей на территории колхоза «Рассвет». Его считали «контриком»; за нелюдимый характер он был прозван «Бирюк».
В августе 1941 года Псковская область и родная деревня Кузьмина была оккупирована гитлеровцами. В его доме поселился комендант, выгнав хозяев дома в сарай. В начале февраля 1942 года, после завершения Торопецко-Холмской операции, части советской 3-й ударной армии заняли оборонительные позиции вблизи родных мест Кузьмина.

### Подвиг

«Героический подвиг советского патриота Матвея Кузьмича Кузьмина» (1942).

По свидетельству Б. Н. Полевого, в Куракино квартировал батальон немецкой горнострелковой дивизии, перед которым в феврале 1942 года была поставлена задача произвести прорыв, выйдя в тыл советским войскам в планирующемся контрнаступлении в районе Малкинских высот.
13 февраля 1942 года командир батальона потребовал от восьмидесятитрёхлетнего Кузьмина выступить проводником и вывести часть к занятой советскими войсками деревне Першино (в 6 км от Куракина), пообещав за это денег, муки, керосина, а также охотничье ружьё марки Зауэр «Три кольца». Кузьмин согласился. Однако, узнав по карте предполагаемый маршрут, он послал в Першино своего сына Васю, чтобы тот предупредил советские войска, и назначил им место для засады у деревни Малкино. Сам Кузьмин долго водил немцев окольной дорогой и, наконец, на рассвете вывел в Малкино, где уже занял позицию 2-й батальон 31-й отдельной курсантской стрелковой бригады (полковник Степан Петрович Горбунов) Калининского фронта, занимавший тогда оборону на Малкинских высотах в районе деревень Макоедово, Малкино и Першино. Немецкий батальон попал под пулемётный огонь и понёс большие потери (более 50 убитых и 20 пленными). Сам Кузьмин был убит немецким командиром.
В 1966 году в советской прессе были опубликованы краткие воспоминания капитана запаса К. Баранникова, участника этих событий, бывшего командира отделения 31-й отдельной курсантской стрелковой бригады. Некоторые детали его рассказа отличаются от изложения подвига Борисом Полевым. По его словам, деревня Куракино была освобождена от немцев ещё в начале февраля 1942 года, но Матвей Кузьмин оставался в ней с сыном, отказавшись от эвакуации в тыл. В деревню пришло немецкое подразделение («не менее роты»), командир которого потребовал от Кузьмина провести его в тыл. Сын Кузьмина действительно прибежал на позиции бригады утром 14 февраля примерно за 30 минут до появления немцев и предупредил бойцов об их подходе. Немецкое передовое подразделение было уничтожено пулемётным огнём с нескольких точек. Следом по словам Баранникова, появились другие немецкие части и под прикрытием артиллерийско-миномётного огня атаковали советские позиции, выбив красноармейцев из деревни Макоедово. Но вечером контратакой бригады при поддержке прибывшей артиллерии деревня была отбита, в этой атаке сам Баранников был ранен. В примечании к этой статье приведено донесение политуправления 31 окурсб об этом бое, где в описании подвига М. Кузьмина указано о полной гибели благодаря ему немецкой разведки — 23 человека. Наименования немецкой части в воспоминаниях Баранникова не приводится, но в приведённой в статье карте положения частей 31 окурсбр на 14.02.1942 указана противостоящая немецкая часть — 227 пехотный полк.
М. К. Кузьмин был сначала похоронен в родной деревне Куракино. 19 июля 1953 года состоялось торжественное перезахоронение останков героя на братском кладбище города Великие Луки.

## Награды
Указом Президиума Верховного Совета СССР от 8 мая 1965 года за мужество и героизм, проявленные в борьбе с немецко-фашистскими захватчиками, Кузьмину Матвею Кузьмичу присвоено звание Героя Советского Союза (посмертно) с вручением ордена Ленина.

## Память

Памятник Герою Советского Союза Матвею Кузьмину
на станции метро «Партизанская» в Москве

О подвиге Кузьмина впервые стало известно благодаря статье корреспондента Бориса Полевого, напечатанной в газете «Правда». (Полевой оказался в этом районе и присутствовал на похоронах Кузьмина). 24 февраля 1942 года о подвиге сообщило Советское Информбюро:
Гитлеровский офицер вызвал жителя деревни К. 80-летнего Кузьмина Матвея Кузьмича и приказал ему скрытными путями провести многочисленную группу немцев в расположение боевого охранения части, где командиром тов. Горбунов. Собираясь в дорогу, Кузьмин незаметно для немцев поручил своему 14-летнему внуку Васе пробраться к советским войскам и предупредить их о нависшей опасности. Долго водил тов. Кузьмин заклятых врагов по оврагам, кружил по кустарникам и перелескам. Вконец усталые, продрогшие, немцы неожиданно для себя очутились под пулемётным огнём. Советские пулемётчики, заранее предупреждённые Васей, в упор расстреливали гитлеровцев. Поле покрылось трупами. Более 250 немецких солдат нашли здесь себе смерть. Когда немецкий офицер увидел, что его отряд попался в ловушку, он застрелил старика. Героический подвиг славного советского патриота Матвея Кузьмича Кузьмина никогда не забудут трудящиеся нашей великой родины.От Советского Информбюро. Вечернее сообщение 24 февраля // Известия : газета. — 1942. — № 46 (7732) (25 февраля). — С. 2.
Для фронта были выпущены листовки, в газетах и журналах о Кузьмине печатались очерки, рассказы, стихи; один из рассказов («Последний день Матвея Кузьмина»), автором которого был сам Борис Полевой, был включён в программу начальной школы. Ему посвящали свои произведения писатели, поэты (например, в годы войны была широко известна баллада Е. Петунина), скульпторы. Именем Героя Советского Союза Матвея Кузьмина были названы улицы во многих городах СССР (в частности, в городе Великие Луки его именем названа школа и улица). В его честь также назван советский (а теперь российский) траулер.
В 1944 году в Москве на одной из платформ станционного зала станции метро «Измайловский парк культуры и отдыха имени Сталина» (затем называлась «Измайловский парк», а ныне «Партизанская») и в Великих Луках на могиле героя были установлены его памятники, а на месте подвига у деревни Малкино, на «Малкинской высоте» — обелиск. Под скульптурным изображением Кузьмина на станции метро «Партизанская» (работа М. Г. Манизера) указано, что он повторил подвиг Ивана Сусанина. Деревня Малкино является памятным местом.
Мемориальная доска в память о Кузьмине установлена Российским военно-историческим обществом на здании Лычевской средней школы, где он учился.

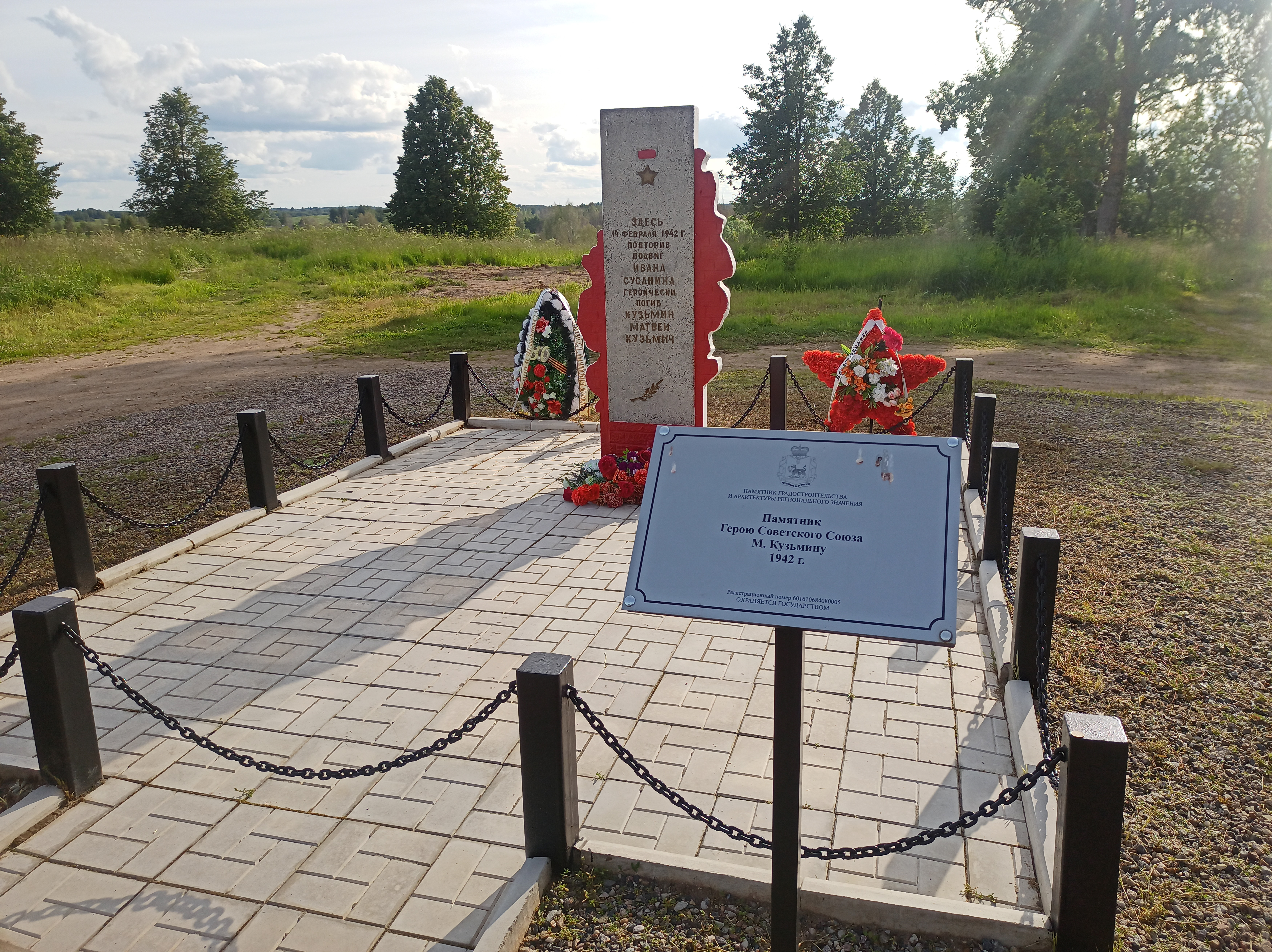
Памятник М.К.Кузьмину в ур. Малкино Великолуского района. Фото Яковлева А.В. 23.06.2025г.

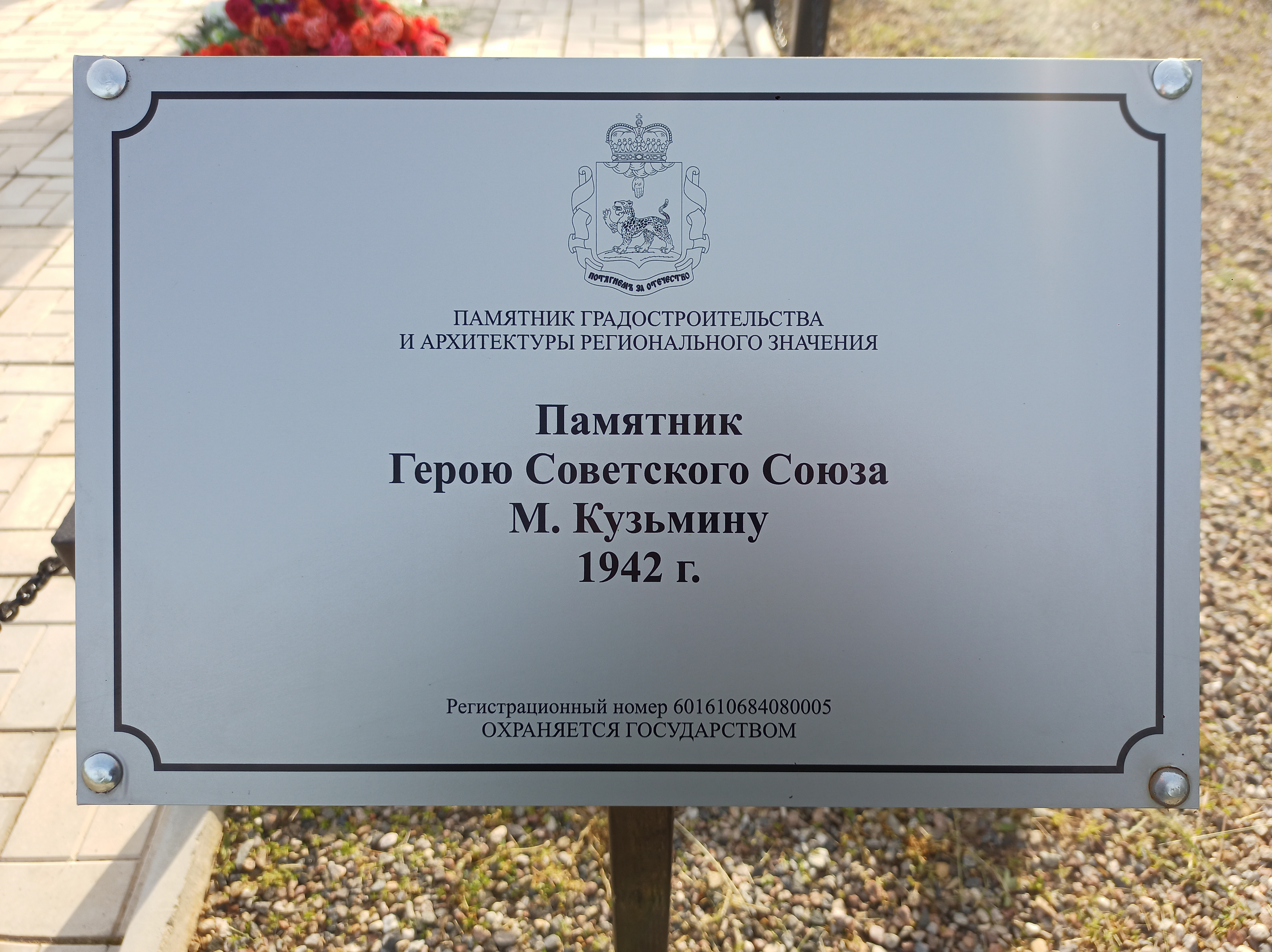
Табличка к памятнику М.К.Кузьмину в Великолукском районе Псковской области.

## Семья
Отец — Косьма Иванов, мать — Анастасия Семёновна. Родители Кузьмина были крепостными крестьянами помещика Болотникова, жившего в посёлке Креплянка (в трёх верстах от Антоново-Куракино, родной деревни Кузьминых).
Женился Матвей Кузьмич дважды: первая жена Наталья (батрачка из деревни Еремеево) умерла в ранней молодости. Вторая жена — Ефросинья Ивановна (или Андреевна) Шабанова, происходила родом из деревни Трощенка.
В семье Кузьминых было 8 детей (сыновья Александр и Дмитрий — от первого брака, шестеро детей — от второго). Сын Павел скончался в 1931 году; по состоянию на 1968 год старшая дочь Екатерина (1903—1986) проживала в деревне Куракино, сын Иван (1906 года рождения) работал в Великих Луках на Локомотивовагоноремонтном заводе (ЛВРЗ), сын Василий (1909 или 1912—1980) работал на Великолукском мельничном комбинате, сын Алексей (1912 или 1915—1978) — военный в отставке и младшая дочь Лидия (1918—1987) работала на мясокомбинате.